# Niphoparmena marmorata
Niphoparmena marmorata är en skalbaggsart som beskrevs av Stefan von Breuning 1961. Niphoparmena marmorata ingår i släktet Niphoparmena och familjen långhorningar. Inga underarter finns listade i Catalogue of Life.